# Václav Blažek

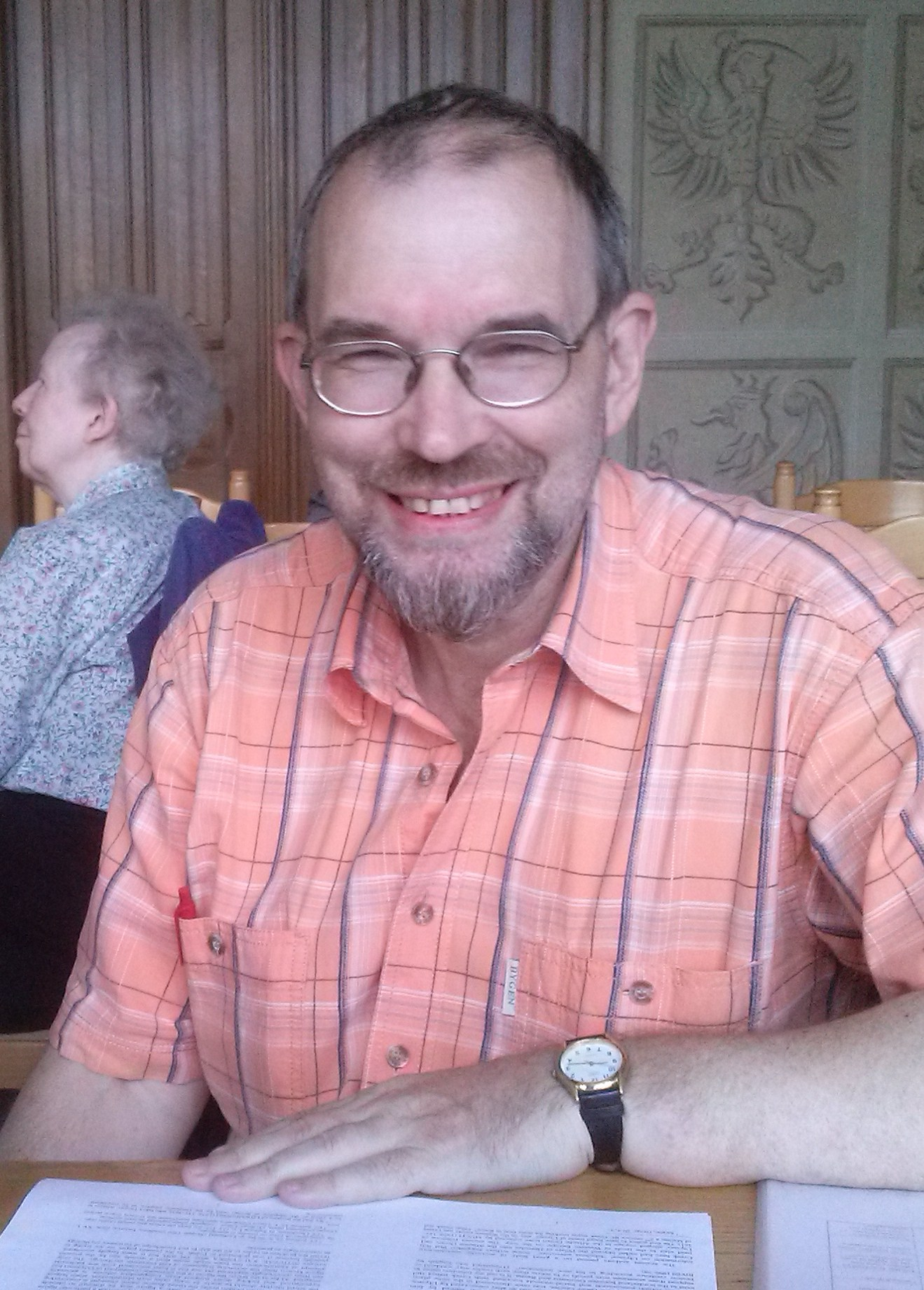
Prof. Václav Blažek jako uczestnik konferencji naukowej w Toruniu (czerwiec 2015)

Václav Blažek (ur. 23 kwietnia 1959 w Sokolovie, w Czechach) – czeski matematyk, językoznawca, indoeuropeista i nostratysta, profesor na Uniwersytecie Masaryka w Brnie.
Wykłada także na Uniwersytecie Zachodnich Czech w Pilźnie (Czechy).

## Edukacja i kariera naukowa
- 1983 ukończył studia na Wydziale Matematyczno-fizycznym Uniwersytetu Karola w Pradze.
- 1993 doktorat z językoznawstwa indoeuropejskiego na podstawie rozprawy o indoeuropejskich nazwach ssaków (tytuł czes. Zoologická terminologie indoevropských jazyků /savci/) na Uniwersytecie Masaryka w Brnie.
- 1998 habilitacja na podstawie rozprawy Comparative-Etymological Analyses of Numerical Systems and Their Implications.
- 1998 docent w zakresie językoznawstwa porównawczego i indoeuropejskiego.
- 2003 profesor językoznawstwa porównawczego i indoeuropejskiego.

## Zainteresowania
- językoznawstwo historyczno-porównawcze, zwłaszcza języki indoeuropejskie, języki uralskie, języki ałtajskie, języki afroazjatyckie, języki nostratyczne, języki dene-kaukaskie;
- etymologia;
- językoznawstwo matematyczne;
- leksykostatystyka;
- glottochronologia;
- onomastyka indoeuropejska, bałkańska, bałtycka, germańska, słowiańska.

## Ważniejsze publikacje
Bibliografia naukowa V. Blažka obejmuje kilkaset publikacji. Pełna lista jego prac jest udostępniona na stronie internatowej (zob.)

### Publikacje książkowe
- Comparative-Etymological Analyses of Numerical Systems and Their Implications, Brno 1999: Masarykova Univerzita v Brně, ISBN 80-210-2070-9.
- Národy starověké Itálie, jejich jazyky a písma. Brno 2008: Host, ISBN 978-80-7294-292-3. (współautorka: Daniela Urbanova)
- The Indo-European „Smith” and his Divine Colleagues, Washington 2010: Institute for the Study of Man, ISBN 978-0-9845353-2-3.
- Tocharian Studies. Works 1, Brno 2011: Masaryk University, ISBN 978-80-210-5600-8.
- Staré germánské jazyky: historický a gramatický přehled, Brno 2011: Masarykova univerzita, ISBN 978-80-210-5837-8.
- Encyklopedie baltské mytologie. Praha 2012: Libri, ISBN 978-80-7277-505-7. (współautorka: Marta Eva Běťáková)

### Wybrane artykuły dotyczące językoznawstwa indoeuropejskiego
- Is Indo-European *H1ekwos ‘horse’ Really of Indo-European Origin?, „Studia Indogermanica Lodziensia” 2, 1999, s. 21–32.
- Studies in Greek Etymology 1-3, „Studia Indogermanica Lodziensia” 5, 2005, s. 121–140.
- Balto-Slavic „Smith”?, „Baltistica” 44(1), 2009, s. 25–31 (pdf).
- Balto-Slavic *ueprio-„boar”, „Baltistica” 45(1), 2010, s. 85–94 (pdf).
- On the Internal Classification of Indo-European Languages: A Survey, „Studia Indogermanica Lodziensia” 7, 2010, s. 9–32.

### Artykuły dotyczące językoznawstwa nostratycznego
- Lexica Nostratica: Addenda et Corrigenda I, „Archiv Orientální” 57(3), 1989, s. 201–210.
- Lexica Nostratica: Addenda et Corrigenda II, „Archiv Orientální” 58(3), 1990, s. 205–218.
- Lexica Nostratica Addenda, „Mother Tongue” 2003, No. 8, s. 11–22.

## Inne rodzaje działalności
- V. Blažek jest członkiem Rady Redakcyjnej czasopisma „Studia Indogermanica Lodziensia”.